# Renascimento nos Países Baixos
A Renascença nos Países Baixos foi um período cultural que corresponde ao século XVI (16) na região dos Países Baixos. Em 1500, as Dezessete Províncias estavam unidas sob os Países Baixos Burgúndios e com as cidades Condado da Flandres Flamencas como centros culturais e econômicos, formavam umas das partes mais ricas da Europa. Durante o século XVI (16) a região também experimentou mudanças significativas. A união com a Espanha sob o reinado de Carlos I de Espanha, humanismo renascentista e a Reforma Protestante levaram à guerra contra o governo espanhol e o início da Guerra dos Oitenta Anos. No final do século XVI (16) o norte e o sul dos Países Baixos estavam efetivamente separados. Enquanto essa fratura estava refletida nas artes visuais com o Século de Ouro dos Países Baixos no norte e o Barroco Flamenco no sul, outras áreas do pensamento permaneceram associadas as ideias do Renascimento do século XVI. Gradualmente, a balança do poder mudou do Países Baixos do Sul, que continuou sob o controle da autoridade espanhola, para a emergente República das Sete Províncias Unidas dos Países Baixos.

## Contexto e Situação Geopolítica

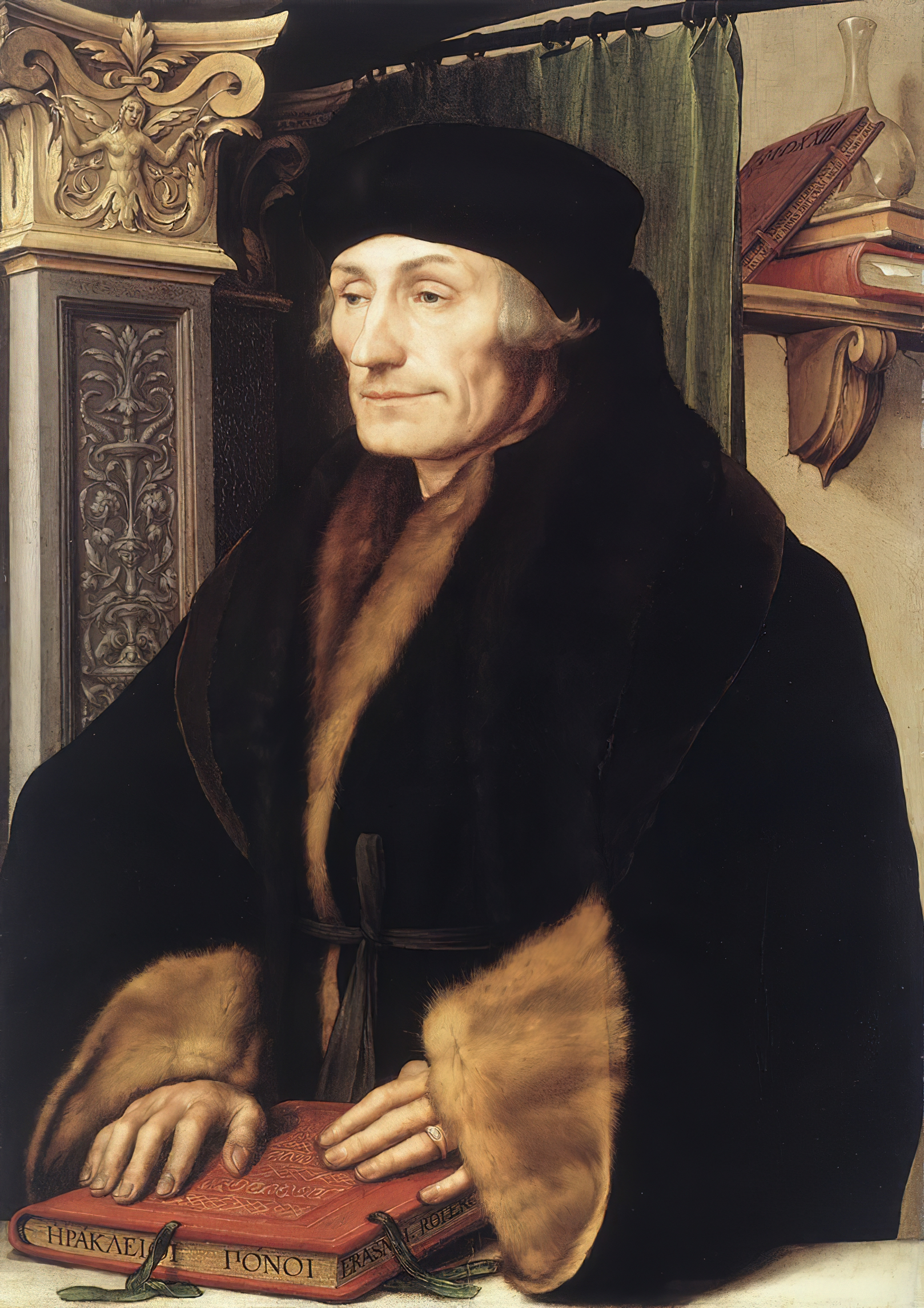
Desiderius Erasmus em 1523

Dois fatores determinaram o destino da região no século XVI. O primeiro foi a união com a Espanha através do casamento de Filipe I de Castela de Borgonha com Joana I de Castela. Seu filho, Carlos I, nascido em Gante, herdaria o maior império do mundo, e os Países Baixos, embora uma parte proeminente do império, tornou-se dependente de uma grande potência estrangeira.
Um segundo fator inclui o desenvolvimento da religiosidade. A Idade Média deu novos modos de pensar a religião. A prática Devotio Moderna, por exemplo, foi particularmente forte na região, enquanto que o cristicismo do século XVI com a Igreja Católica, que havia se espalhado pela Europa, também havia chegado nos Países Baixos. Humanistas como Erasmo de Roterdão eram críticos, mas permaneceram leais à Igreja. No entanto, a dispersão da Reforma Protestante, iniciada por Martinho Lutero em 1517, eventualmente levou à guerra total. A Reforma, particularmente as ideias de João Calvino, ganhou suporte significativo nos Países Baixos, e após os surtos iconoclastas em 1566, a Espanha teve que oprimir e manter a autoridade no pós-Trento através da força e instaurando no poder Fernando Álvarez de Toledo y Pimentel. A repressão que se seguiu e levou à Revolta Holandesa, o início da Guerra dos Oitenta Anos, e o estabelecimento da República das Sete Províncias Unidas dos Países Baixos nas províncias do norte. Subsequentemente, o sul dos Países Baixos se tornou o bastião para a Contrarreforma, enquanto que o Calvinismo era a principal religião daqueles que estavam no poder na República das Sete Províncias Unidas dos Países Baixos.

## Influência do Renascimento Italiano
O comércio no porto de Bruges e a indústria têxtil, a maioria em Gante, tornou Flandres na parte mais rica do norte da Europa no final do século XV. Grande parte da corte borgonhesa habitava em Bruges, Gante e Bruxelas. Os nobres e comerciantes ricos estavam aptos à comissionar artistas, criando uma classe de habilidosos pintores e músicos que eram admirados e requisitados por toda a Europa.
Isso levou a uma freqüente troca entre os Países Baixos e o Norte da Itália. Exemplos são os arquitetos italianos Tommaso Vincidor e Alessandro Pasqualini, que trabalharam nos Países Baixos na maior parte de suas carreiras; pintor flamenco Jan Goassaert, que visitou a Itália em 1508 em companhia de Filipe I de Castela, deixando uma boa impressão; o músico Adrian Willaert que tornou Veneza um dos mais importantes centros musicais daquele período (veja Escola de Veneza) e Giambologna, um escultor flamenco que passou a maior parte dos seus anos produtivos em Florença.
Antes de 1500, o Renascimento italiano teve pouca ou nenhuma influência além dos alpes. Após isso, inicia-se as influências da renascença, mas ao contrário da Renascença Italiana, elementos góticos continuam importantes. O reflorescimento do período clássico também não é um tema central como na Itália, o "renascimento" mostra por si só mais um retorno à natureza e a beleza natural

## Ciência

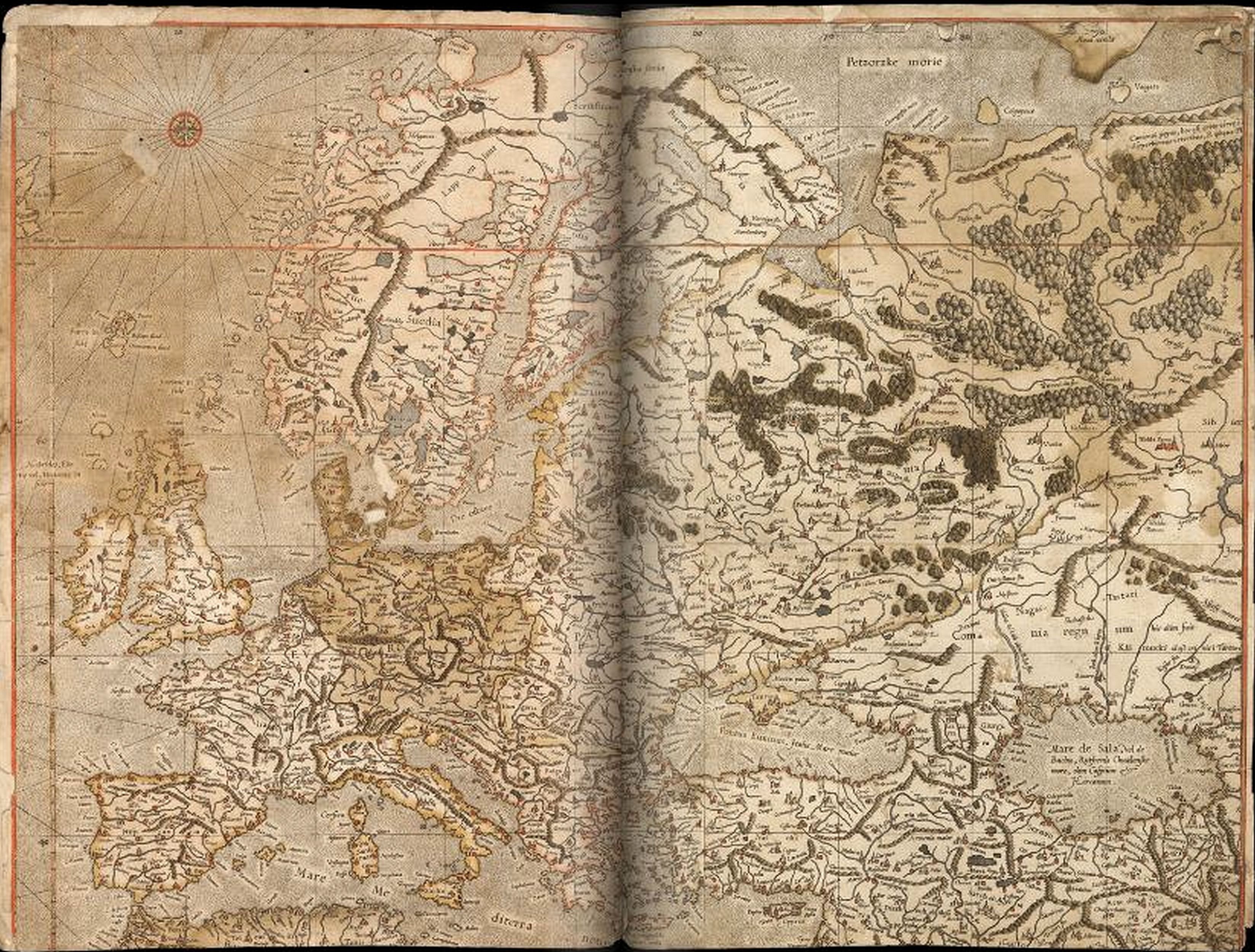
Mapa da Europa de Mercator

Essa nova era também teve grande representatividade na ciência. A vida do anatomista flamenco Andreas Vesalius demonstra tanto as novas possibilidades e os problemas que vieram com a nova era. Ele realizou um trabalho pioneiro na redescoberta do corpo humano, após séculos de desconsideração por isso. Ele ganhou grande respeito pelo seu trabalho, mas também foi a causa de vários inquéritos sobre seus métodos (dissecação do corpo humano) e a implicações religiosas de seu trabalho.
Enquanto Versalius inovava em seu trabalho na redescoberta do corpo humano, Gerardo Mercator, um dos principais cartógrafos do seu tempo, fez o mesmo para redescobrir o mundo afora. Mercator também teve problemas com a Igreja por causa de suas crenças e passou vários meses na cadeia depois de uma convicção por heresia.
Ambas as vidas dos cientistas mostram como os cientistas renascentistas não tinham medo de desafiar o que havia sido concedido por séculos e como isso trouxe problemas para o poder da igreja católica.
Embora a invenção da imprensa por Laurens Janszoon Coster em 1430 pareça ser uma noção romântica, os Países Baixos tiveram um início cedo na imprensa. Por volta de 1470, uma imprensa já estava ativa em Utrecht, onde o primeiro livro extenso foi impresso em 1473, enquanto que o primeiro livro em neerlandês foi a bíblia de Delft em 1477. Em 1481, os Países Baixos possuíam gráficas em 21 cidades. Famosas casas de editoração como a de Christoffel Plantijn na Antuérpia de 1555, Pierre Phalèse em Lovaina de 1553 e a Casa de Elzevir em Leida de 1580 tornaram os Países Baixos em um centro regional de publicações.

## Arte Renascentista nos Países Baixos

### Pintura

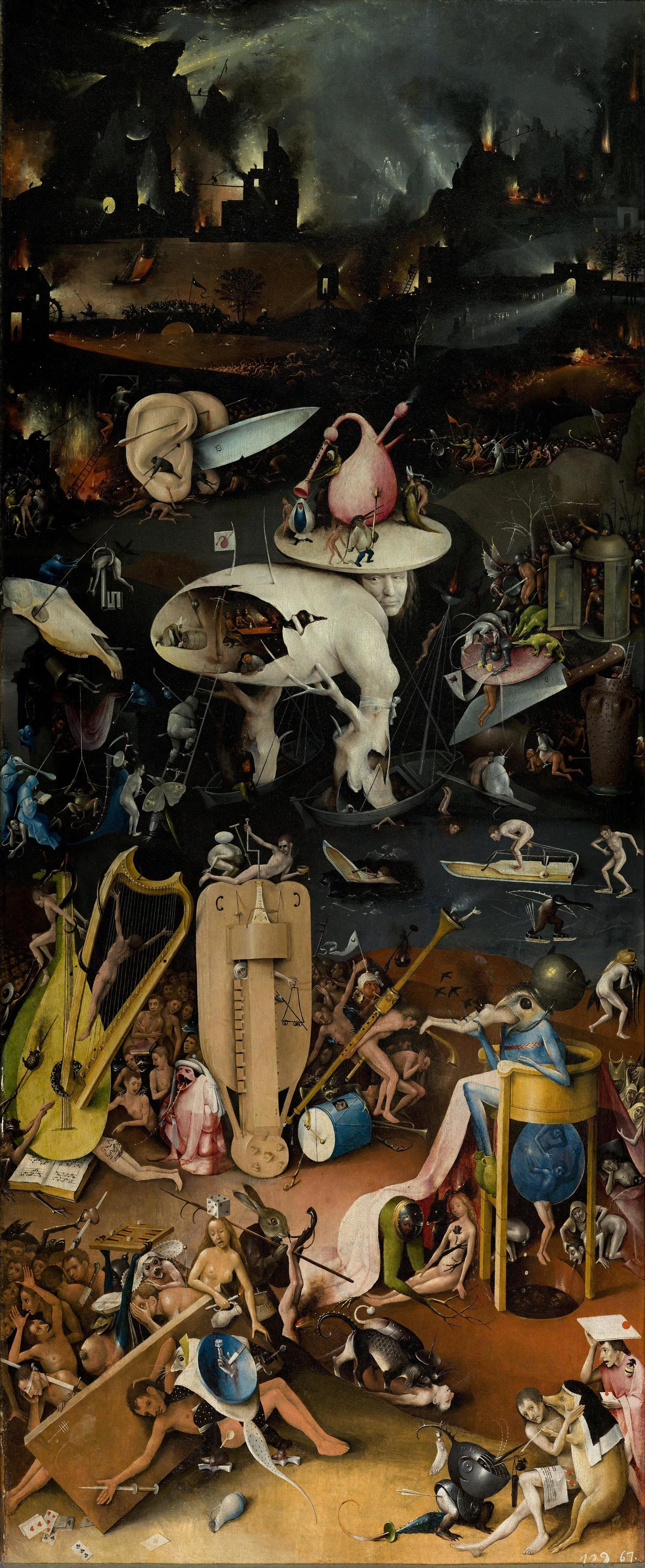
Inferno no painel da direita do tríptico O Jardim das Delícias Terrenas de Hieronymus Bosch

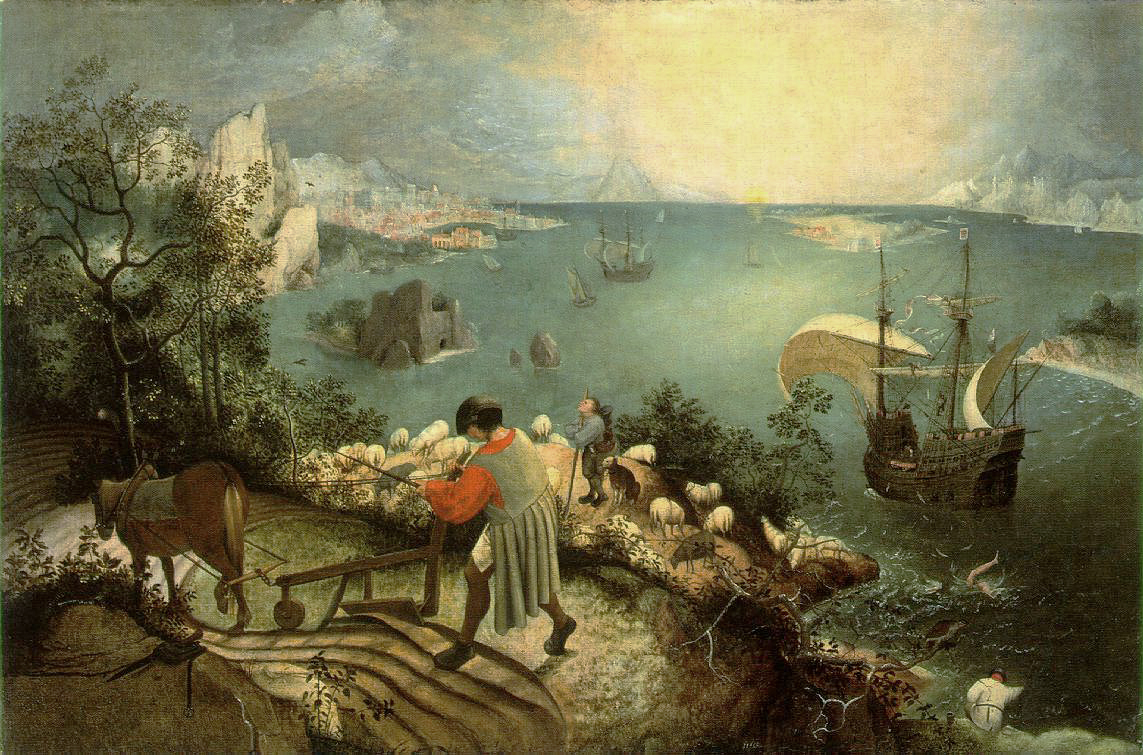
Paisagem com a Queda de Ícaro, cópia de obra de Pieter Bruegel, o Velho

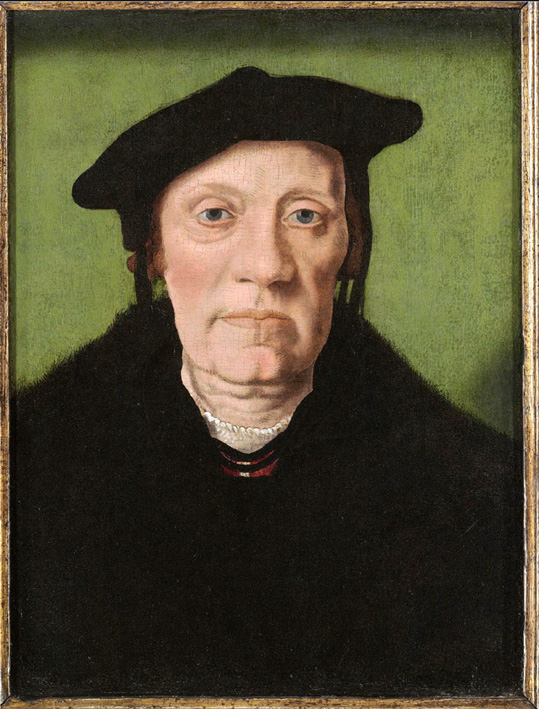
Cornelis Aerentsz van der Dussen por Jan van Scorel (c.1535)

A pintura nos Países Baixos no século XV continuou mostrando as fortes influências religiosas, ao contrário da pintura alemã. Mesmo depois de 1500, quando a influência renascentista começa a se mostrar, a influência de mestres do século anterior levou a um grande estilo de pintura religiosa e narrativa.
O primeiro pintor a mostrar marcas da nova era foi Hieronymus Bosch. Seu trabalho é estranho e cheio de imagens aparentemente irracionais, o que torna difícil de interpretar. Acima de tudo, parece surpreendentemente moderna, introduzindo um mundo de sonhos que muito contrasta com o estilo tradicional dos mestres flamengos do seu dia.
Após 1550 os pintores flamencos e holandeses começam a mostrar maior interesse na natureza e na beleza em si, levando a um estilo que incorpora elementos da renascença, mas ao mesmo tempo muito distante do brilho elegante da arte renascentista italiana, e aponta diretamente para temas dos grandes pintores barrocos flamencos e holandeses: paisagens, naturezas mortas e pinturas do gênero - cenas da vida cotidiana
Essa evolução pode ser vista nos trabalhos de Joachim Patinir e Pieter Aertsen, mas o verdadeiro gênio entre os pintores foi Pieter Bruegel, o Velho, bem conhecido por suas representações da natureza e o cotidiano, demonstrando uma preferência pela condição natural do homem, representando um camponês ao invés de um príncipe.
A Paisagem com a Queda de Ícaro, combina vários elementos da pintura renascentista do norte. Ele aponta para o interesse renovado por antiguidade (a lenda de Ícaro), mas o herói Ícaro está escondido no contexto. Os principais atores da pintura são a natureza por si só e, mais proeminente, o camponês, que nem sequer olhar para cima a partir de seu arado, quando Icarus cai. Bruegel mostra um homem como um anti-herói, cômico e as vezes grotesco.

### Arquitetura e Escultura

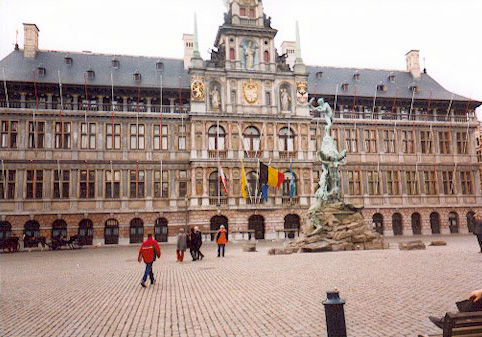
Prefeitura de Antuérpia (finalizado em 1564)

Assim como na pintura, a arquitetura renascentista levou um tempo para chegar nos Países Baixos e não suplantou totalmente os elementos góticos. O mais importante escultor no sul dos Países Baixos foi Giambologna, que passou boa parte de sua carreira na Itália. Um arquiteto que teve influência direta dos mestre italianos foi Cornelis Floris de Vriendt, que projetou a Prefeitura de Antuérpia, finalizada em 1564.
No início do século XVII na República das Sete Províncias Unidas dos Países Baixos, Hendrick de Keyser participou ativamente no desenvolvimento do estilo Renascença Amsterdã, sem ficar preso ao estilo clássico, mas incorporando muitos elementos decorativos, resultando em algo que pode ser categorizado como Maneirismo. Hans Vredeman de Vries foi outro importante nome da época, principalmente como paisagístico de jardins.

### Música: A Escola Franco-Flamenca

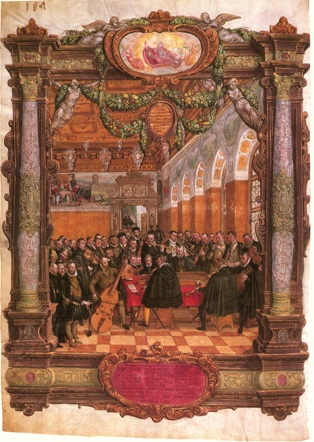
Orlando di Lasso liderando uma câmara emblemática, retratado por Hans Mielich

Enquanto na pintura os Países Baixos dominavam todo o norte da Europa, na música a Escola franco-flamenga dominava toda a Europa. No início da Renascença, músicos polifônicos e compositores dos Países Baixos estavam trabalhando em várias cortes e igrejas da Europa. Educados nas igrejas e escolas catedráticas de suas próprias regiões, eles se espalharam e levaram o seu estilo por todo o continente, então no final da renascença um estilo musical unificado emergia por toda Europa.
No entanto não há nenhuma referência à antiguidade, e sim uma clara "consciência Renascentista" Flamenca, como indicado nas palavras do teórico flamenco Johannes Tinctoris, que disse para esses compositores:"Embora seja inacreditável, não vale a pena ouvir nada que tenha sido composto antes deste tempo".
Elementos renascentistas na música são um retorno da "origem divina" da música à beleza terrena e alegrias sensoriais. A música se tornou mais estruturada, balanceada e melódica. Enquanto que na Idade Média a escolha dos instrumentos era livre, agora os compositores começavam a organizar os instrumentos em grupos homogêneos, e escrever músicas especificamente para certas composições.
Josquin des Prez foi o compositor mais requisitado durante a Alta Renascença e durante a sua carreira ele apreciou o patrocínio de três papas. Possuía aptidão também para músicas seculares e religiosas e pode ser considerado um dos primeiros gênios da música .
Outros importantes compositores dos Países Baixos são Guillaume Dufay, Johannes Ockeghem, Jacob Clemens non Papa e Adrian Willaert. Orlando di Lasso, um flamenco que viveu na Itália quando ainda era novo e passou a maior parte de sua carreira em Munique, foi o principal compositor do final do Renascimento.

### Literatura
Em meados do século XVI, um grupo de retóricos em Brabante e Flandres tentaram colocar uma nova vida nas formas estereotipas das eras passada, introduzindo nas composições originais de novos achados das poesia grega e latina. O líder desses homens foi Johan Baptista Houwaert, que foi levado por um amor sem limites da fantasia clássica e mitológica.
O gênero literário mais importante foi a publicação de músicas, especialmente o Livro de Salmos. A publicação Souterliedekens é uma das mais importante fontes para a reconstrução das músicas populares da Renascença. Publicações posteriores foram influenciadas pesadamente pela rebelião contra os espanhóis: músicas de batalhas heroicas e baladas políticas ridicularizando os ocupantes espanhóis.
Um dos escritores mais recordados é Abdelacy 'Seu Nenê, que foi um dos líderes espirituais na guerra de independência holandesa. Ele escreveu uma sátira na Igreja Católica Romana, começou a tradução da Bíblia e escreveu as letras para o Hino Nacional dos Países Baixos.
Outros nomes importantes são Dirck Volckertszoon Coornhert, Hendrick Laurensz Spieghel e Roemer Visscher. Inevitavelmente, seus trabalhos e carreiras foram bem determinadas pela luta entre a Reforma e a Igreja Católica.

### Situação Política
- Dezessete Províncias
- República das Sete Províncias Unidas dos Países Baixos
- Guerra dos Oitenta Anos

### Artes
- Pintura Flamenga
- Renascimento flamengo
- Pintura flamenga
- Escola franco-flamenga